# 게일 해럴드
게일 해럴드(Gale Harold, 1969년 7월 10일 ~ )는 미국의 배우이다.

## 작품 목록
- 필드 오브 로스트 슈즈 - 찰스 셈플 역
- 써스트
- 인 마이 미러
- 안드론: 블랙 라비린스 - 줄리안 역
- 키스 미, 킬 미